# Hugo Rönnblad

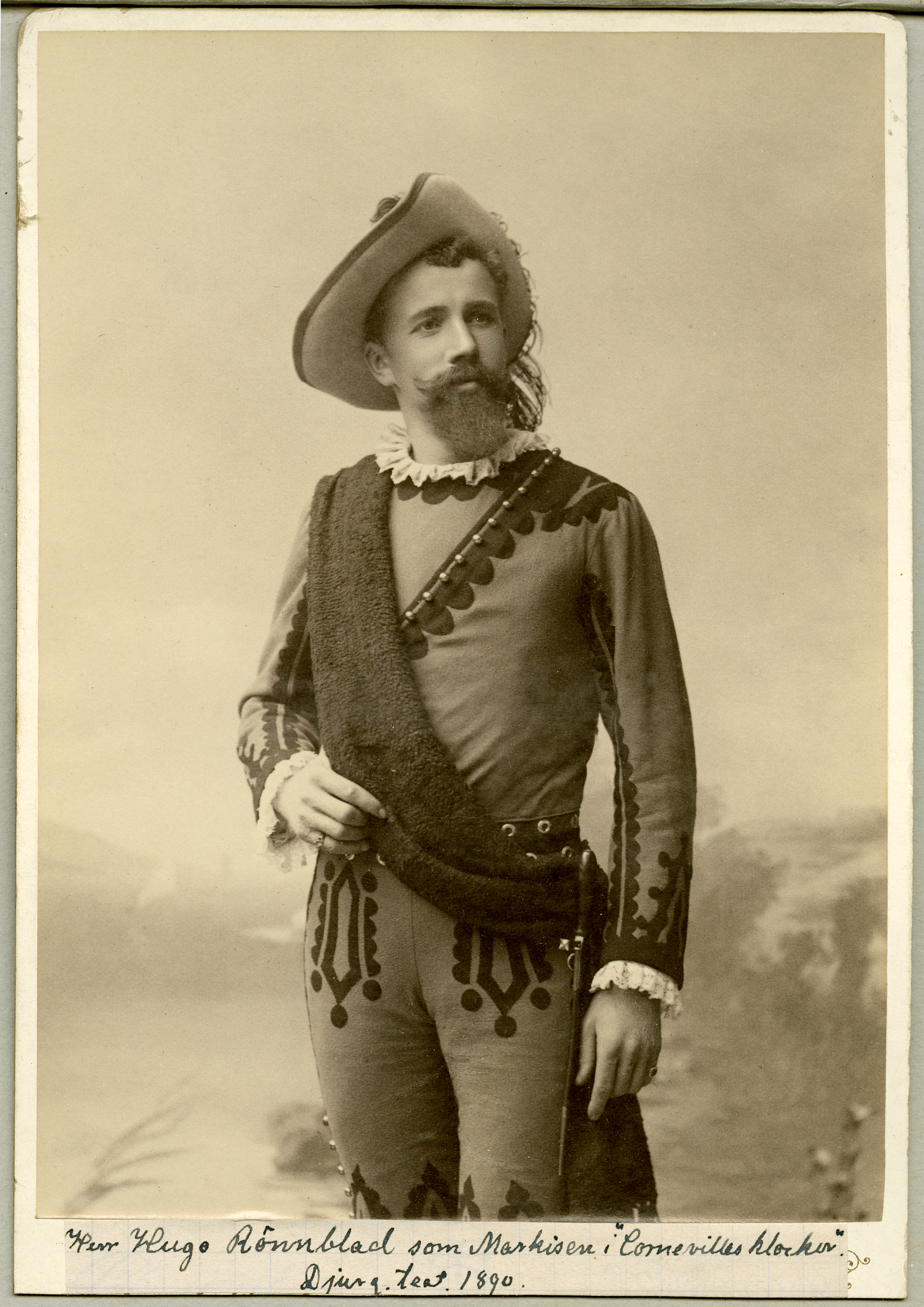
Som Markisen i operetten Cornevilles klockor på Djurgårdsteatern 1890.

Hugo Vilhelm Rönnblad, född 8 december 1863 i Klara församling i Stockholm, död 6 december 1925 i Kungsholms församling i Stockholm, var en svensk skådespelare, opera- och operettsångare (baryton) och teaterdirektör. 

## Biografi
Rönnblad var son till sjökaptenen Abraham Vilhelm Rönnblad. Han började i kören Nya teatern i Stockholm samtidigt som han studerade sång för Wilhelm Lundvik och dramatisk framställningskonst för Henrik Christiernsson.
Han debuterade 1884 vid Mauritz Ludvig Fröbergs operettsällskap på Kejserliga teatern i Helsingfors som Simon Rymanovics i Tiggerstudenten. Han var anställd vid detta sällskap 1884–1888 och vid Stora teatern i Göteborg 1888–1890. Under denna år fick han pröva sig i större opera- och operettpartier som Mossul i Kung för en dag, Lothario i Mignon, Montedafiore i Frihetsbröderna, Benozzo i Gasparone och Ferdinand VI i Hälften var. Han anställdes vid Vasateatern 1891, där han uppträdde bland annat som Montedafiore i Frihetsbröderna och Axel von Rambow i Fritz Reuters Livet på landet. Han uppträdde 1892–1901 med framgång vid olika lyriska och dramatiska scener, bland annat återvände han till Göteborg där han spelade i Albert Ranfts lyriska och dramatiska ensembler.
Han bildade eget sällskap, Hugo Rönnblads sällskap 1901, med vilket han under närmare 20 år reste runt i Sverige, uteslutande med dramatik på repertoaren. Under den tiden blev han mycket populär på grund av sitt program och sin samspelta och jämna ensemble. Teatern drevs tillsammans med hustrun fram till hennes död.  Bland hans roller under den tiden märktes sådana som Kung Volmer i Holger Drachmanns Gurre, Blenkarn i Henry Arthur Jones Tatlows hemlighet och Guldstad i Henrik Ibsens Kärlekens komedi. Under sina senare år ägnade han sig även åt filmen, där en av hans främsta roller var Beerencreutz i Gösta Berlings saga.
Under karriären utförde han cirka 60 större barytonpartier i operetter och operor. Totalt gjorde Rönnblad omkring 500 talroller. 
Han var från 1891 gift med skådespelaren Ingeborg Hansson och efter hennes död gift med Augusta Brewitz från 1916. Rönnblad är begravd på Norra begravningsplatsen utanför Stockholm.

## Filmografi
- 1924 – Gösta Berlings saga
- 1925 – Karl XII
- 1925 – Ingmarsarvet

## Teater

### Roller (urval)
| År   | Roll                                    | Produktion                                                        | Regi          | Teater                  |
| ---- | --------------------------------------- | ----------------------------------------------------------------- | ------------- | ----------------------- |
| 1892 | Sir Adam Boxford, polismästare i London | Jack och Bob Edward Jakobowski, Claxson Bellamy och Harry Paulton |               | Vasateatern             |
| 1893 | Otto Carlsson, tapetserare              | Amors droska Rudolf Kneisel och Hermann Hirschel                  |               | Vasateatern             |
| 1893 | Baron de la Grange-Batelière            | Lili Hervé, Alfred Hennequin och Albert Millaud                   |               | Vasateatern             |
| 1894 | En envis friare                         | En séance vid Saltsjöbaden Harald Leipziger                       |               | Vasateatern             |
| 1911 |                                         | Den starkaste Clyde Fitch                                         | Hugo Rönnblad | Hugo Rönnblads sällskap |

### Regi
| År   | Produktion                          | Upphovsmän  | Teater                  |
| ---- | ----------------------------------- | ----------- | ----------------------- |
| 1911 | Den starkaste The Woman in the Case | Clyde Fitch | Hugo Rönnblads sällskap |